# Thamnostoma eilatensis
Thamnostoma eilatensis is een hydroïdpoliep uit de familie Bougainvilliidae. De poliep komt uit het geslacht Thamnostoma. Thamnostoma eilatensis werd in 1972 voor het eerst wetenschappelijk beschreven door Schmidt. 